# Kunstmuseum Bremerhaven

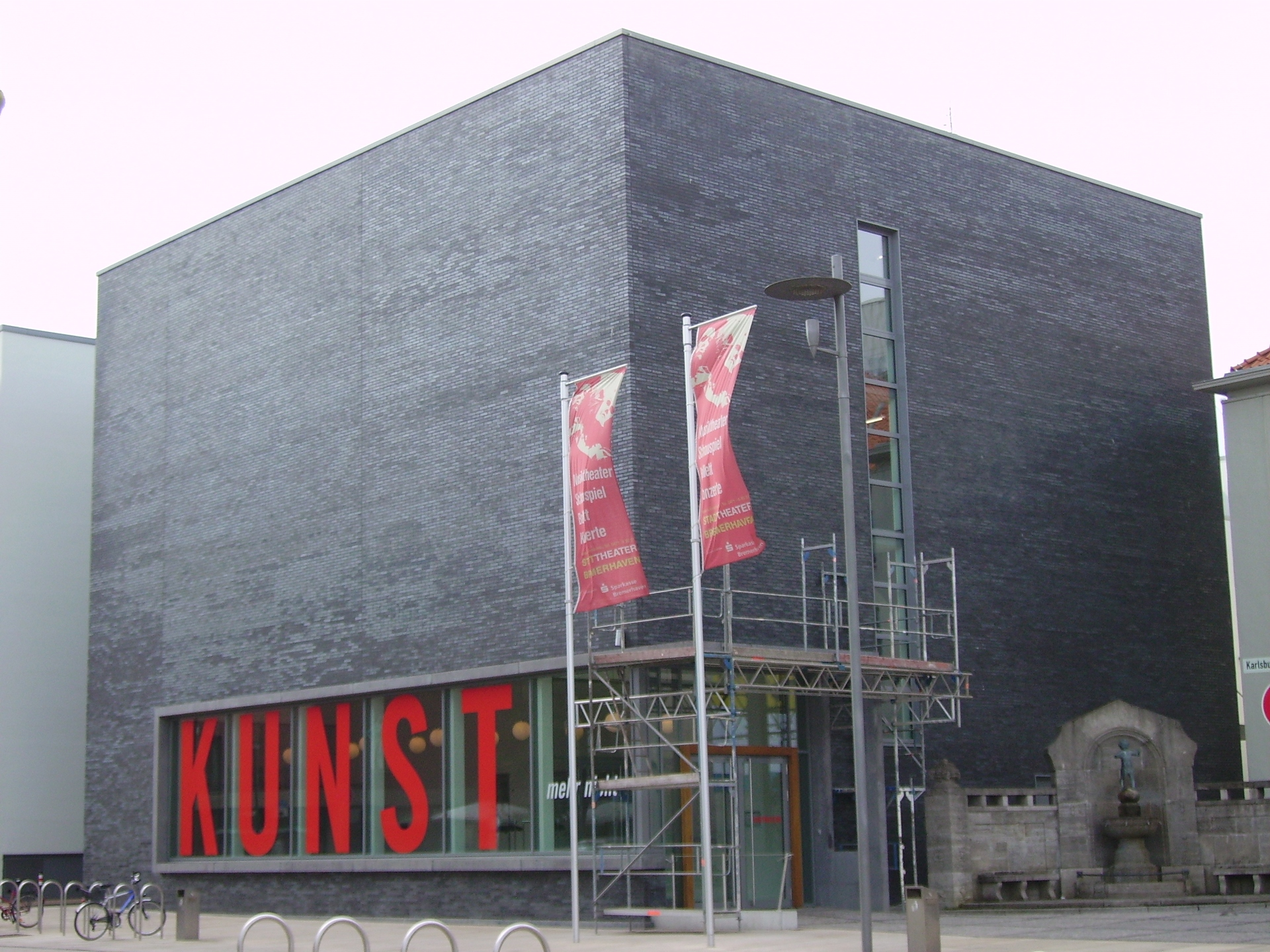
Kunstmuseum Bremerhaven (2008)

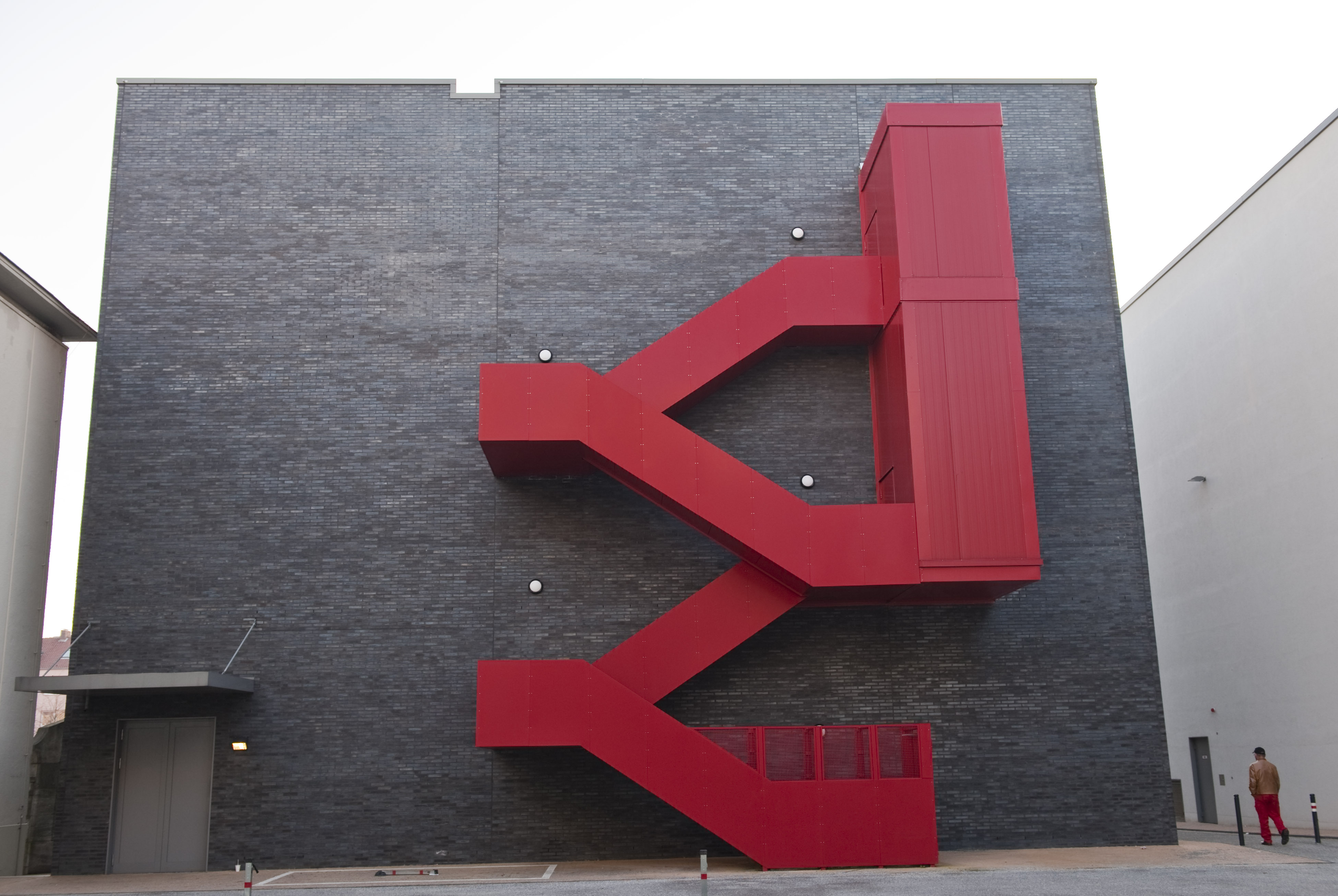
Kunstmuseum Bremerhaven (2010)

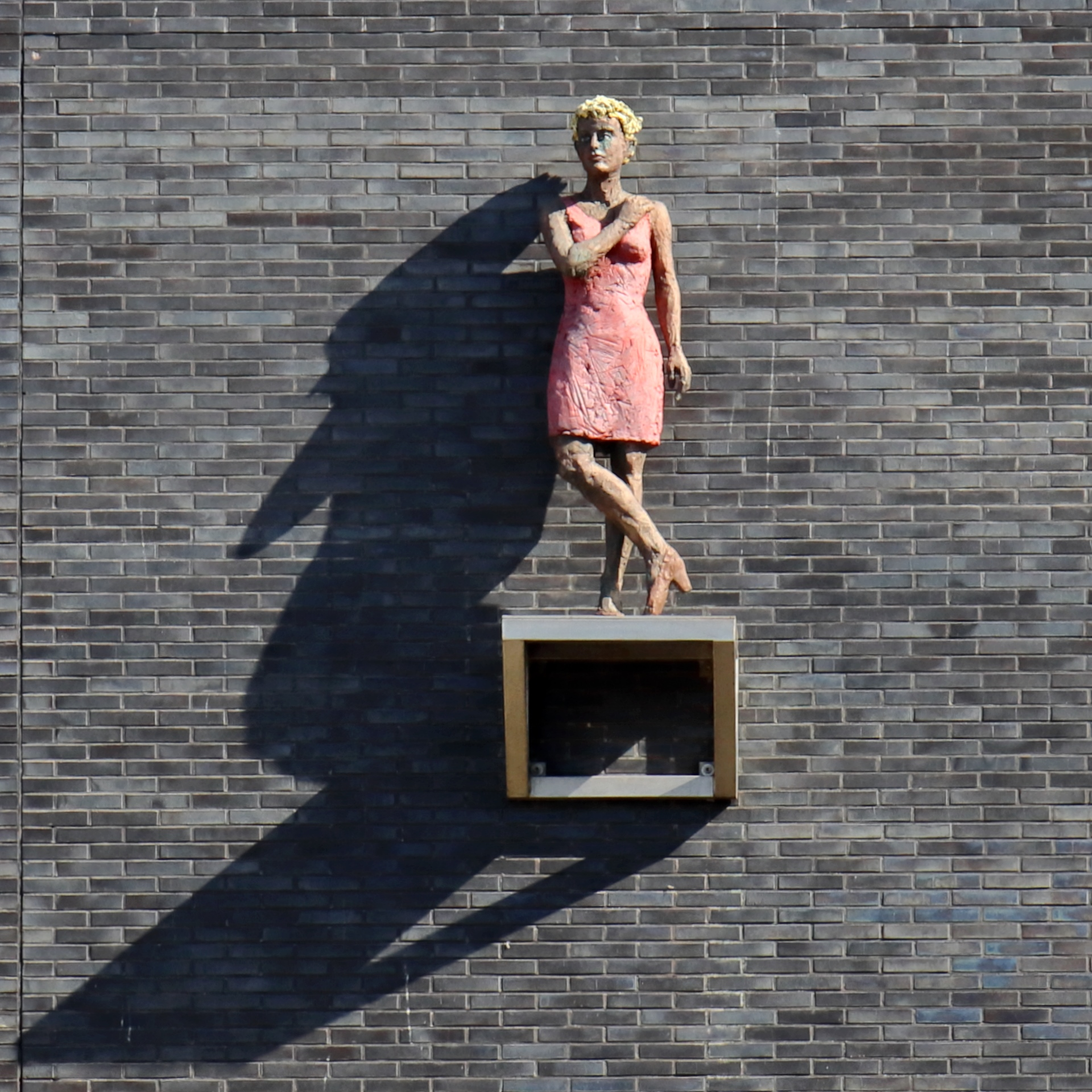
Frauenfigur am Kunstmuseum Bremerhaven (2025)

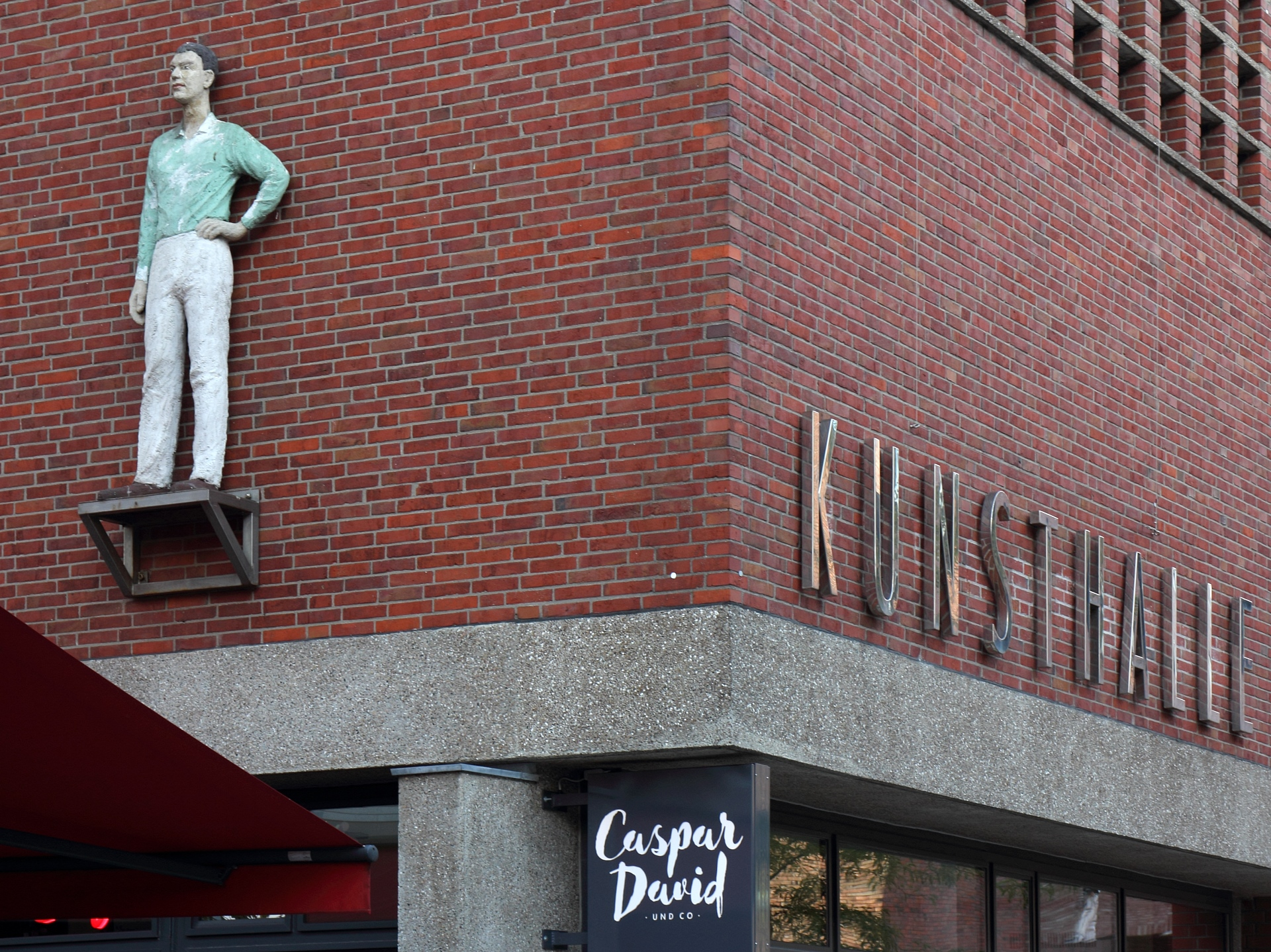
Männerfigur an der Kunsthalle Bremerhaven, Karlsburg 4 (2018)

Das Kunstmuseum Bremerhaven verbunden mit der Kunsthalle Bremerhaven des Kunstvereins Bremerhaven in der Seestadt Bremerhaven ist ein Kunstmuseum im Stadtteil Bremerhaven-Mitte an der Karlsburg 1 beim Theodor-Heuss-Platz.

## Kunstverein
Der Kunstverein Bremerhaven wurde 1886 gegründet. Ein Mitgründer war der Stadtdirektor Hermann Gebhard, der auch der erste Vereinsvorsitzende wurde. Vereinsziel war: „Bestrebungen auf dem Gebiet der bildenden Kunst zu fördern un den Kunstsinn zu beleben“. Die erste Ausstellung fand im Mai 1886 in der Aula der Knaben-Volksschule (später Goetheschule) an der Grenzstraße statt. Danach entwickelte sich der Verein zunächst nur mäßig. Es fanden eine weitere Ausstellung statt, so u. a. 1893 im Stadthaus in Bremerhaven an der Ecke „Bürger“/Kirchenstraße.
Ein Vermächtnis aus Bremen bildete 1908 die Basis der Sammlung. Die Gattin des Bremer Honorarkonsuls Edwin Adalbert Oelrich überließ dem Kunstverein Bremerhaven 34 Gemälde, darunter Werke von Carl Hummel, Wilhem de Gruyter oder Oswald Achenbach. Der Verein erwarb weitere Exponate für eine Sammlung und er orientiert sich an der internationalen Kunstentwicklung. 1909 zog der Verein vom Stadthaus in Räume der Stadtsparkasse Bremerhaven an der Bürger um. 1911 erhält der Verein ständige Räume im rechten Flügel des Neubaus des Stadttheater Bremerhavens. Bilder von Paula Becker-Modersohn, Heinrich Vogeler und Fritz Overbeck wurden erworben.
Ein Teil der Sammlung ging 1944 während des Zweiten Weltkrieges verloren, einige ausgelagerte Bestände blieben erhalten. Aus den 1920/30er Jahren verblieben unter anderem Bilder von Otto Modersohn und Dora Bromberger. Provisorisch wurde die Sammlung nun im Dachgeschoss der Leher Polizeikaserne (Block IV, heute Stadthaus) untergebracht. Vereinsvorsitzender Klaus Volbehr erreichte, dass ab 1950 vier ehemalige Mannschaftsräume der Kaserne zu Ausstellungsräumen wurden.
Der Bestand von Arbeiten Worpsweder Künstler konnte nach 1945 durch Ankäufe erweitert werden mit Bildern von Richard Oelze, Hans Mayboden und Albert Schiestl-Arding sowie Karl Fred Dahmen. Der Verein verfügt bald über eine eigene, größere Kunstsammlung.
Für die Öffentlichkeit war die Sammlung nicht zugänglich. Dem Verein fehlten die geeigneten Ausstellungsräume. Lediglich als Leihgaben waren einzelne Werke zu sehen. Seit den 1960er Jahren sind über das Miteinander von Künstlern und Kunstverein Werke bedeutender Werke von Künstlern in die Sammlung gekommen. Bis 1964 fanden Ausstellungen im Kasernenambiente statt.
Der Kunstverein Bremerhaven hat rund 600 Mitglieder (2014). Vorsitzender ist seit 2023 Peter Klett.

## Kunsthalle
Nach längerer, alternativer Standortsuche war die Norddeutsche Kreditbank bereit, bei ihrem Neubau am heutigen Theodor-Heuss-Platz auch Räume für die neue Kunsthalle bereitzustellen. Der Wettbewerbssieger Gerhard Müller-Menckens plante ab 1959 den zweigeschossigen Bau. Auf Grund von Einsprüchen mussten jahrelange Verzögerungen, Baukostensteigerungen auf 0,8 Mio. Mark und Finanzierungsveränderungen hingenommen werden und der Kunstverein übernahm die Realisierung des Projekts. Im September 1964 konnte die Kunsthalle eingeweiht werden. Im Erdgeschoss ist seit 1968 das Kabinett für aktuelle Kunst sowie das Kunsthallenbistro untergebracht. 1986 erhielt das Bauwerk eine verglaste Aufstockung nach Plänen der Architekten Silke und Jürgen Grube. In der Kunsthalle finden auch Vorträge, Konzerte und Diskussionsveranstaltungen statt.

## Kunstmuseum
Die Kunsthalle genügte in den 2000er Jahren nicht mehr den Ansprüchen an ein zeitgemäßes Museum und ein Neubau wurde nach Plänen des Architektenbüros HKP, Hannover unter Beratung von Peter Weber, Bremerhaven/Bremen konzipiert und von der Sparkasse Bremerhaven realisiert. Im Zentrum der Stadt entstand in unmittelbarer Nähe der vorhandenen Kunsthalle auf dem Gelände des früheren Hallenbades das neue Kunstmuseum mit drei Etagen und 14 Räumen mit rund 700 m² Ausstellungsfläche in einem kompakten Kubus aus dunklen Klinkern. Die Eröffnung des Neubaus fand 2007 mit der Ausstellung Die Richtung stimmt sowie Werken des Künstlers Georg Baselitz und Portraitphotographien von Benjamin Katz statt. Das Gebäude des Kunstmuseums ist im Eigentum der Städtische Wohnungsgesellschaft Bremerhaven (Stäwog).

## Ausstellungen
In der Kunsthalle Bremerhaven und im Kabinett für aktuelle Kunst werden differenzierte Ausstellungen gezeigt. Kunsthistorische Präsentation und Ergebnisse aus dem direkten Kontakt zu den Künstlern beeinflussen die Ausstellungen. Die ausgestellten Werke dokumentieren das lokale Engagement für die Kunst in Bremerhaven.
Seit 1964 wurden in der Kunsthalle mehr als 300 Ausstellungen gezeigt. Manche Künstler erhielten in Bremerhaven ihre erste öffentliche Ausstellung. Jährlich finden sechs bis neun Wechselausstellungen statt. Junge Künstler können zeitnahe künstlerische Experimente durchführen. Der Verein organisiert auch Ausstellungen zur Architektur-, Literatur- und Kunstgeschichte.
Seit 2008 wurden und werden im Kunstmuseum Werke gezeigt von Stephan Balkenhol, Joseph Beuys, Rudolf Epp, Hamish Fulton (bis 2012), Kirsten Geisler, Hans Fredrik Gude, Karl Heilmayer, Manfred Holtfrerich (bis 2010), Carl Maria Nicolaus Hummel, Ilya Kabakov, Stanislav Graf von Kalckreuth, Karin Kneffel (bis 2012), Harry Kramer (bis 2012), Hermann Kretzschmer, Alicja Kwade (seit 2013), August Leu, Carl Friedrich Lessing, Otto Modersohn, Paula Modersohn-Becker, Richard Oelze (bis 2012), Fritz Overbeck, Blinky Palermo, Manfred Pernice, Bernhard Prinz, Franz Radziwill (bis 2012), Gerhard Richter, Gregor Schneider (seit 2010), Norbert Schwontkowski, Andreas Slominski (2013), Klaus Staudt (bis 2011), Luc Tuymans (seit 2012), Paloma Varga-Weisz, Henk Visch, Heinrich Vogeler, Franz Erhard Walther und Lawrence Weiner.